# Helia
Hélia (Helia) é um género de angiospérmicas da família Gentianaceae que inclui oito espécies nativas das Américas tropicais, encontradas do sul do México ao nordeste da Argentina.